# 橫川定
橫川定（1883年7月21日—1956年6月18日），男性，日本岡山縣人。1908年畢業於岡山醫學專門學校。1911年4月來臺灣擔任臺灣總督府醫學校（與台北帝國大學附屬醫學專門部同為國立臺灣大學醫學院前身）講師，擔任病理學、解剖學與法醫學之教學工作，次年升任助教授，並於臺灣北部河川發現橫川吸蟲（Metagonimus yokogawai）。1917年以橫川吸蟲的研究，獲日本文部省授予京都帝國大學醫學博士學位，隔年升任教授。1919年赴英、美（1920年於約翰霍浦金斯大學公共衛生學院研究一年）、瑞士、埃及等國，研究調查病理學，特別著重於寄生蟲學。1921年返臺歸任，其教室（即研究室）改稱為第二病理學教室，對國外自稱Department of Experimental Pathology and Parasitology。1929年獲東京帝國大學理學博士學位。1936年任臺北帝國大學附屬醫學專門部教授。1937年第二病理學教室改稱寄生蟲學教室，任講座教授，是現今國立臺灣大學醫學院寄生蟲學科的開山始祖。1944年5月退休，獲聘為臺北帝國大學名譽教授。戰後留用，1946年遣返日本。一生貢獻於臺灣醫學教育，為寄生蟲學泰斗，並多次獲得學術獎。與其子橫川宗雄均曾擔任日本寄生蟲學會會長。

## 外部連結
- 寄生蟲學-Nematoda(線蟲)-Heterophyes/Metagonimus異形吸蟲 （页面存档备份，存于）
- 國立臺灣大學醫學院寄生蟲學科 （页面存档备份，存于）
- 劉士永 《日本對台灣的殖民醫學 - 促使醫學進步的各種因素中，不單只有純粹的科學研究精神。》[永久] 科學人雜誌2003年11月號第21期。